# Lijst van voetbalinterlands Nigeria - Tunesië
Deze lijst van voetbalinterlands is een overzicht van alle officiële voetbalwedstrijden tussen de nationale teams van Nigeria en Tunesië. De Afrikaanse landen hebben tot op heden 21 keer tegen elkaar gespeeld. De eerste ontmoeting, een kwalificatiewedstrijd voor de Afrika Cup 1962, vond plaats op 28 november 1961 in Lagos. Het laatste duel, een achtste finale tijdens de Afrika Cup 2021, werd gespeeld in Garoua (Kameroen) op 23 januari 2022.

## Wedstrijden
| №  | Plaats                 | Datum             | Competitie                           | Wedstrijd         | Uitslag |
| -- | ---------------------- | ----------------- | ------------------------------------ | ----------------- | ------- |
| 1  | Lagos                  | 28 november 1961  | Afrika Cup 1962 kwalificatie         | Nigeria − Tunesië | 2 − 1   |
| 2  | Tunis                  | 10 december 1961  | Afrika Cup 1962 kwalificatie         | Tunesië − Nigeria | 2 − 2   |
| 3  | Radès                  | 25 september 1977 | WK 1978 kwalificatie                 | Tunesië − Nigeria | 0 − 0   |
| 4  | Lagos                  | 12 november 1977  | WK 1978 kwalificatie                 | Nigeria − Tunesië | 0 − 1   |
| 5  | Accra                  | 16 maart 1978     | Afrika Cup 1978                      | Nigeria − Tunesië | 1 − 1   |
| 6  | Radès                  | 29 juni 1980      | WK 1982 kwalificatie                 | Tunesië − Nigeria | 2 − 0   |
| 7  | Lagos                  | 12 juli 1980      | WK 1982 kwalificatie                 | Nigeria − Tunesië | 2 − 0   |
| 8  | Radès                  | 26 september 1984 | Vriendschappelijk                    | Tunesië − Nigeria | 5 − 0   |
| 9  | Lagos                  | 6 juli 1985       | WK 1986 kwalificatie                 | Nigeria − Tunesië | 1 − 0   |
| 10 | Radès                  | 20 juli 1985      | WK 1986 kwalificatie                 | Tunesië − Nigeria | 2 − 0   |
| 11 | Radès                  | 22 februari 1992  | Vriendschappelijk                    | Tunesië − Nigeria | 1 − 1   |
| 12 | Radès                  | 9 augustus 1997   | Vriendschappelijk                    | Tunesië − Nigeria | 2 − 0   |
| 13 | Lagos                  | 23 januari 2000   | Afrika Cup 2000                      | Nigeria − Tunesië | 4 − 2   |
| 14 | Radès                  | 11 februari 2004  | Afrika Cup 2004                      | Tunesië − Nigeria | 1 − 1   |
| 15 | Port Said              | 4 februari 2006   | Afrika Cup 2006                      | Nigeria − Tunesië | 1 − 1   |
| 16 | Radès                  | 20 juni 2009      | WK 2010 kwalificatie                 | Tunesië − Nigeria | 0 − 0   |
| 17 | Abuja                  | 6 september 2009  | WK 2010 kwalificatie                 | Nigeria − Tunesië | 2 − 2   |
| 18 | Kigali                 | 22 januari 2016   | African Championship of Nations 2016 | Tunesië − Nigeria | 1 − 1   |
| 19 | Caïro                  | 17 juli 2019      | Afrika Cup 2019                      | Tunesië − Nigeria | 0 − 1   |
| 20 | Sankt Veit an der Glan | 13 oktober 2020   | Vriendschappelijk                    | Nigeria − Tunesië | 1 − 1   |
| 21 | Garoua                 | 23 januari 2022   | Afrika Cup 2021                      | Nigeria − Tunesië | 0 − 1   |

## Samenvatting
| Competitie                      | Totaal gespeeld | Winst Nigeria | Gelijk | Winst Tunesië | Doelsaldo Nigeria – Tunesië |
| ------------------------------- | --------------- | ------------- | ------ | ------------- | --------------------------- |
| WK-kwalificatie                 | 8               | 2             | 3      | 3             | 5 − 7                       |
| Afrika Cup                      | 6               | 2             | 3      | 1             | 8 − 6                       |
| Afrika Cup-kwalificatie         | 2               | 1             | 1      | 0             | 4 − 3                       |
| African Championship of Nations | 1               | 0             | 1      | 0             | 1 − 1                       |
| Vriendschappelijk               | 4               | 0             | 2      | 2             | 2 − 9                       |
| Totaal                          | 21              | 5             | 10     | 6             | 20 − 26                     |

## Details

### Elfde ontmoeting
| Vriendschappelijk (Radès, Tunesië, 22 februari 1992): |       |                 |
| Tunesië                                               | 1 – 1 | Nigeria         |
| Amor Ben Tahar 49'                                    | goals | 89' Aminu Abdul |

NFA · A-internationals · Selecties · Bondscoaches · Statistieken · Nigeriaans vrouwenelftal · Olympisch elftal · Nigeria U21 · Nigeria U20 · Nigeria U19 · Nigeria U18 · Nigeria U17
1950 – 1959 · 
1960 – 1969 · 
1970 – 1979 · 
1980 – 1989 · 
1990 – 1999 · 
2000 – 2009 · 
2010 – 2019 ·
2020 − 2029
CC 1995 · 
CC 2013
WK 1994 · 
WK 1998 · 
WK 2002 · 
WK 2010 · 
WK 2014 · 
WK 2018
OS 1968 · 
OS 1980 · 
OS 1988 · 
OS 1996 · 
OS 2000 · 
OS 2008 · 
OS 2016
1949 · 
1950 · 1951 · 1952 · 1953 · 1954 · 
1955 · 
1956 · 
1957 · 
1958 · 
1959 · 
1960 · 
1961 · 
1962 · 
1963 · 
1964 · 
1965 · 
1966 · 
1967 · 
1968 · 
1969 · 
1970 · 
1971 · 
1972 · 
1973 · 
1974 · 
1975 · 
1976 · 
1977 · 
1978 · 
1979 · 
1980 · 
1981 · 
1982 · 
1983 · 
1984 · 
1985 · 
1986 · 
1987 · 
1988 · 
1989 · 
1990 · 
1991 · 
1992 · 
1993 · 
1994 · 
1995 · 
1996 · 
1997 · 
1998 · 
1999 · 
2000 · 
2001 · 
2002 · 
2003 · 
2004 · 
2005 · 
2006 · 
2007 · 
2008 · 
2009 · 
2010 · 
2011 · 
2012 · 
2013 · 
2014 ·
2015 ·
2016 ·
2017 ·
2018 ·
2019 ·
2020 ·
2021 ·
2022
Algerije ·
Angola ·
Argentinië ·
Australië ·
Benin ·
Bosnië en Herzegovina ·
Botswana ·
Brazilië ·
Bulgarije ·
Burkina Faso ·
Burundi ·
Canada ·
Centraal-Afrikaanse Republiek ·
Colombia ·
Congo-Brazzaville ·
Congo-Kinshasa ·
Costa Rica ·
Denemarken ·
Duitsland ·
Ecuador ·
Egypte ·
Engeland ·
Equatoriaal-Guinea ·
Eritrea ·
Ethiopië ·
Frankrijk ·
Gabon ·
Gambia ·
Georgië ·
Ghana ·
Griekenland ·
Guinee ·
Guinee-Bissau ·
Ierland ·
IJsland ·
Indonesië ·
Iran ·
Italië ·
Ivoorkust ·
Jamaica ·
Japan ·
Joegoslavië ·
Jordanië ·
Kaapverdië · 
Kameroen ·
Kenia ·
Kroatië ·
Lesotho ·
Liberia ·
Libië ·
Luxemburg ·
Madagaskar ·
Malawi ·
Mali ·
Marokko ·
Mexico ·
Mozambique ·
Namibië ·
Nederland ·
Niger ·
Noord-Korea ·
Noord-Macedonië ·
Noorwegen ·
Oeganda ·
Oekraïne ·
Oezbekistan ·
Oostenrijk ·
Paraguay ·
Peru ·
Polen ·
Portugal ·
Roemenië ·
Rwanda ·
Saoedi-Arabië ·
Sao Tomé en Principe ·
Schotland ·
Senegal ·
Servië ·
Seychellen ·
Sierra Leone ·
Soedan ·
Spanje ·
Swaziland ·
Tahiti ·
Tanzania ·
Thailand ·
Togo ·
Tsjaad ·
Tsjechië ·
Tunesië ·
Uruguay ·
Venezuela ·
Verenigde Staten ·
Zambia ·
Zimbabwe ·
Zuid-Afrika ·
Zuid-Korea ·
Zweden ·
Zwitserland
Argentinië (2010) ·
Argentinië (2014) ·
Argentinië (2018) ·
Bosnië en Herzegovina (2014) ·
Burkina Faso (2013) ·
Frankrijk (2014) ·
Iran (2014) ·
IJsland (2018) ·
Kroatië (2018) ·
Zuid-Korea (2010)
FTF · A-internationals · Selecties · Bondscoaches · Tunesisch vrouwenelftal · Olympisch elftal · Tunesië U21 · Tunesië U20 · Tunesië U19 · Tunesië U18 · Tunesië U17
1950 – 1959 · 
1960 – 1969 · 
1970 – 1979 · 
1980 – 1989 · 
1990 – 1999 · 
2000 – 2009 · 
2010 – 2019 ·
2020 − 2029
WK 1978 · 
WK 1998 · 
WK 2002 · 
WK 2006 · 
WK 2018
OS 1960 · 
OS 1988 · 
OS 1996 · 
OS 2004
1957 · 
1958 · 
1959 · 
1960 · 
1961 · 
1962 · 
1963 · 
1964 · 
1965 · 
1966 · 
1967 · 
1968 · 
1969 · 
1970 · 
1971 · 
1972 · 
1973 · 
1974 · 
1975 · 
1976 · 
1977 · 
1978 · 
1979 · 
1980 · 
1981 · 
1982 · 
1983 · 
1984 · 
1985 · 
1986 · 
1987 · 
1988 · 
1989 · 
1990 · 
1991 · 
1992 · 
1993 · 
1994 · 
1995 · 
1996 · 
1997 · 
1998 · 
1999 · 
2000 · 
2001 · 
2002 · 
2003 · 
2004 · 
2005 · 
2006 · 
2007 · 
2008 · 
2009 · 
2010 · 
2011 · 
2012 · 
2013 · 
2014 · 
2015 · 
2016 ·
2017 ·
2018 ·
2019 ·
2020 ·
2021 ·
2022 ·
2023 ·
2024
Algerije ·
Angola ·
Argentinië ·
Australië ·
Bahrein ·
België ·
Benin ·
Bosnië en Herzegovina ·
Botswana ·
Brazilië ·
Bulgarije ·
Burkina Faso ·
Burundi ·
Canada ·
Centraal-Afrikaanse Republiek ·
Chili ·
China ·
Colombia ·
Comoren ·
Congo-Brazzaville ·
Congo-Kinshasa ·
Costa Rica ·
Denemarken ·
Djibouti ·
Duitse Democratische Republiek ·
Duitsland ·
Egypte ·
Engeland ·
Equatoriaal-Guinea ·
Ethiopië ·
Finland ·
Frankrijk ·
Gabon ·
Gambia ·
Georgië ·
Ghana ·
Guinee ·
Ierland ·
IJsland ·
Irak ·
Iran ·
Italië ·
Ivoorkust ·
Japan ·
Joegoslavië ·
Jordanië ·
Kaapverdië ·
Kameroen ·
Kenia ·
Koeweit ·
Kroatië ·
Letland ·
Libanon ·
Liberia ·
Libië ·
Madagaskar ·
Malawi ·
Mali ·
Malta ·
Marokko ·
Mauritanië ·
Mauritius ·
Mexico ·
Mozambique ·
Namibië ·
Nederland ·
Nieuw-Zeeland ·
Niger ·
Nigeria ·
Noorwegen ·
Oeganda ·
Oekraïne ·
Oman ·
Oostenrijk ·
Panama ·
Peru ·
Polen ·
Portugal ·
Qatar ·
Roemenië ·
Rusland ·
Rwanda ·
Saoedi-Arabië ·
Sao Tomé en Principe ·
Senegal ·
Servië en Montenegro ·
Seychellen ·
Sierra Leone ·
Slovenië ·
Soedan ·
Somalië ·
Sovjet-Unie ·
Spanje ·
Swaziland ·
Syrië ·
Tanzania ·
Togo ·
Tsjaad ·
Turkije ·
Uruguay ·
Verenigde Arabische Emiraten ·
Verenigde Staten ·
Wales ·
Wit-Rusland ·
Zambia ·
Zimbabwe ·
Zuid-Afrika ·
Zuid-Jemen ·
Zuid-Korea ·
Zweden ·
Zwitserland
België (2018) ·
Engeland (2018) ·
Oekraïne (2006) ·
Panama (2018) ·
Saoedi-Arabië (2006) · 
Spanje (2006)